# Campylium porphyreticum
Campylium porphyreticum är en bladmossart som beskrevs av C. Müller 1898. Campylium porphyreticum ingår i släktet spärrmossor, och familjen Amblystegiaceae. Inga underarter finns listade i Catalogue of Life.